# Eugène Aouélé Aka
Pour les articles homonymes, voir Aka.
Eugène Aouélé Aka, né le 13 juillet 1948 à Maféré dans le Sud-est de la Côte d'Ivoire, est un homme politique ivoirien, membre du Rassemblement des houphouëtistes pour la démocratie et la paix (RHDP). 
Marié et père de 6 enfants, il fut ministre de la Santé et de l’Hygiène Publique de Côte d'Ivoire.
Il est, depuis 6 avril 2021, le Président du Conseil économique, social, Environnemental et Culturel (CESEC) de Côte d'Ivoire.

## Biographie

### Expérience professionnelle
Titulaire d'un doctorat d'État en pharmacie à l'université de Caen (France) et d'un diplôme en Administration des entreprises à l'Institut d'Administration des Entreprises (IAE) à l'UFR des Affaires de Caen, Eugène Aouélé Aka a occupé plusieurs postes de responsabilités dans des entreprises en Côte d'Ivoire et à l’extérieur.
De 1974 à 1981, il a été le directeur adjoint de la Pharmacie Centrale de la Santé Publique, avant d’être pharmacien-propriétaire d'une pharmacie privée. Dans le milieu des affaires, il a été d'abord Administrateur de Pharmafinance S.A. Holding, puis  Administrateur-Représentant Permanent de Pharmafinance à Laborex. Ensuite, il devient Vice-président de Huake-Automobile, et plus tard Président du Conseil d'Administration d'Ecobank et de Sud-Comoe Caoutchouc (SCC).
Spécialisé dans l'Industrie pharmaceutique, Eugène Aouélé Aka a été en Afrique et aux Antilles, Membre du Comité Stratégique chargé de l'expertise du Groupe Ubipharm; comprenant Cophase (Sénégal), GT-Pharma (Togo), Coophadis (Burkina Faso), Copharma (Mali), Copharni (Niger), UC Pharma (Cameroun), Copharga (Gabon), Copharco (Congo), Copharguy (Guyanes), Cophag (Guadeloupe). En France, il occupa les postes d'Administrateur d'Ubipharm et de Planet Pharma à Rouen, puis celui de membre du Comité Stratégique chargé de l'expertise des Sociétés du Groupe UBI Pharm, Planet Pharma et D II.

### Parcours politique[4]
Eugène Aouélé Aka est un homme politique issu du RHDP. Ancien membre du Bureau politique du parti, il y a aussi occupé les postes de Trésorier du Groupe parlementaire PDCI et Vice-président du parti. Il a rejoint en début d’année 2019 le Rassemblement des houphouétistes pour la démocratie et la paix (RHDP).
Député d'Aboisso sous-préfecture, de Maféré sous-préfecture et commune depuis 1995, Eugène Aouélé Aka est aussi Vice-président de l’Assemblée Nationale de Côte d'Ivoire depuis 2016. Actuellement Président du Conseil Général du Sud-comoe (Aboisso), et Ministre de la Santé et de l’Hygiène Publique de Côte d'Ivoire, Eugène Aouélé Aka avait déjà occupé ce poste ministériel de mars à décembre 2010. Le 6 avril 2021, Eugène Aka Aouélé est nommé président du Conseil économique et social, environnemental et culturel (Cesac) de la Côte d’Ivoire. Il remplace à ce poste Charles Diby Koffi, décédé en décembre 2019.

### Distinctions honorifiques
Eugène Aouélé Aka est Chevalier dans l'Ordre de la Santé Publique et Officier dans l'Ordre du mérite de l'Éducation nationale de Côte d'Ivoire. Il reçut le Prix SAFAM-COM 2004-2005 du meilleur Gestionnaire des Conseils Généraux de Côte d'Ivoire, et fut lauréat du Prix international pour le progrès et la promotion humaine 2005(de la conférence des jeunes de Côte d'Ivoire).